# Doddabetta
El pico  Doddabetta (en canarés: ದೊಡ್ಡ ಬೆಟ್ಟ, es decir, "Gran Colina") es la montaña más alta en las montañas de Nilgiri a 2637 m (8652 pies). Existe un área de bosque protegido alrededor del pico. Se encuentra a 9 km de Ooty, en la carretera Ooty-Kotagiri, en el distrito Nilgiris de Tamil Nadu, India. Es una atracción turística popular con acceso por carretera a la cumbre. Es el cuarto pico más alto en el sur de la India junto al Anai Mudi, Mannamalai y Meesapulimala. Los picos Hecuba (2375 m), Kattadadu (2418 m) y Kulkudi (2439 m) son las tres cumbres que están estrechamente unidas en el oeste de la cordillera del Doddabetta cerca de Udagamandalam (Ooty).

## Flora
El área que rodea Doddabetta está formada sobre todo por bosques. Las sholas cubren los huecos que dejan los árboles en sus laderas. Son comunes los rododendros ligeramente atrofiados, en medio de espesos pastos, arbustos subalpinos y hierbas con flores, incluso muy cerca de la cumbre.

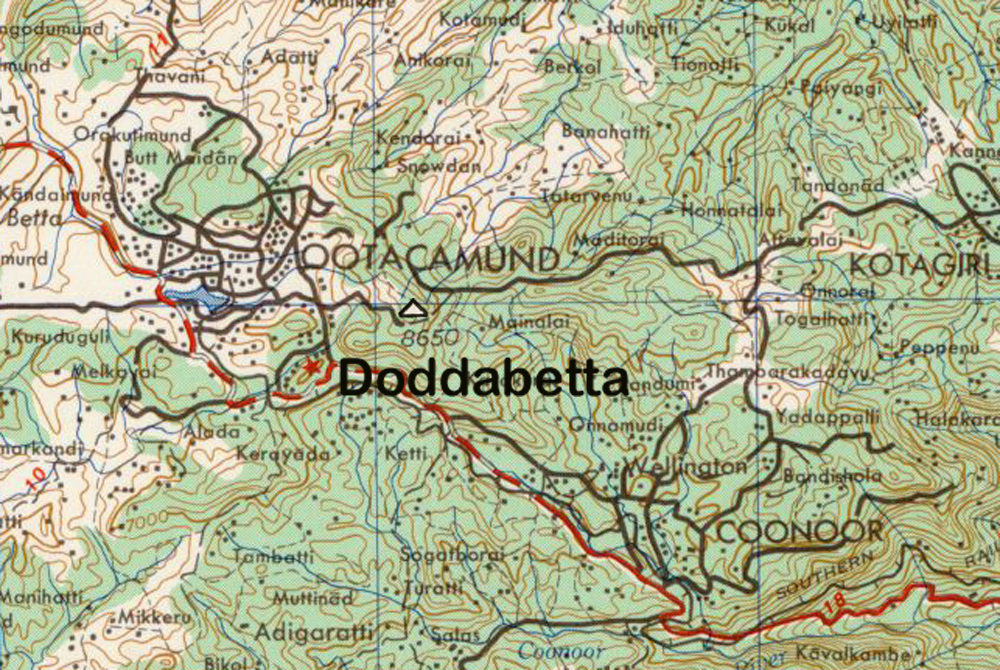
Mapa detallado del área circundante

## Telescopio
Hay un observatorio en la parte superior de Doddabetta con dos telescopios disponibles para el público. Fue inaugurado el 18 de junio de 1983 y está dirigido por la Tamil Nadu Tourism Development Corporation (TTDC). El número promedio de espectadores en 2001-2002 fue de 3500 por día en temporada y 700 por día en la temporada baja.